# 跨境环保关注协会
跨境环保关注协会（CrossBorder Environment Concern Association, CECA）成立于2013年，关注珠江三角洲以及京津冀地区内的环境生态问题，主要透过对环评、城市规划及法律法规的研究来分析基础设施工程建设对生态环境的影响。同时，CECA也监察有关工程的环境影响评估报告，以此来开展一些对濒危物种（如中华白海豚）及其栖息地（如滨海湿地、红树林）的保护工作。

## 组织框架
跨境环保关注协会现分为五个职能团队，分别是填海研究部、生态红线部、法规与数据部、媒体宣传部和财务团建部。协会成员分布在珠三角及京津冀地区。

### 填海研究部和生态红线部
填海研究部负责研究与填海造陆有关的生态环境议题。生态红线部负责研究与生态红线、基本生态控制线、自然保护区等陆地生态有关的议题。研究内容涉及实地考察，测量现场影响，调查原因，参考过去项目，采访专家学者等。研究成果包括政府致信、投诉信、研究报告、社交媒体文案或立法提案等。    

### 法规与数据部
定期查看各级政府机构的公告，留意有关环境影响评估的公示，及时发现珠三角及京津冀地区即将上马的具有重大环境影响的建设项目，以筛查出值得填海研究部和生态红线部跟进的项目。同时，定期整理关于保护地范围调整的公示，更新自然保护地范围调整的数据库。 

## 主要项目

### 填海造陆的生态影响

#### 东莞市长安新区填海
东莞海岸的深圳海洋科技研发服务基地专案填海工程由于受长安新区规划影响，砍伐自2003年人工栽种的红树林。CECA发现该项目环评报告书中敏感保护目标未提及红树林、不符合规划及专案填海与深圳西部填海的累积性影响缺失，在现场勘查后向广东省海洋局提出建议。长安新区（现已更名“滨海湾新区”）管委会规划科最后允诺在土地推平过程中沿河涌两侧各退让50米，制定新规划方案为当地红树林建一座一千亩的湿地公园。

#### 深圳机场第三跑道填海
根据项目环境影响报告（简本）内容，深圳机场三跑道扩建工程项目填海工程规划用海总面积约为439.8公顷。CECA指出，机场扩建项目填海处是珍稀物种中华白海豚出没频繁的位置，但环评报告没有一字提及对白海豚的影响，存在重大评价疏漏。负责撰写项目环评报告的中国电建集团华东勘测设计研究院随后表示，完整版的环评报告不存在上述“疏漏”，公示的简本将尽快补充上述内容。

#### 深圳西新兴产业基地填海
CECA在2016年曾就位于深圳西部的新兴产业基地填海项目的用海申请公示致信深圳海洋局。在同年10月公布的《海洋环评简本》中，环评单位根据CECA的意见增加了有关红树林和白海豚的环境评估，并给出了相关生态保育方面的解决方案。 

#### 深圳大鹏LNG调峰站填海
CECA在2014 -2015年追踪中石油深圳LNG应急调峰站项目，期间曾参与听证会、座谈会，并递交关于环评的研究报告和意见书。最终修改后的环评显示项目填海面积较报审时减少22%，并且环评内参考 CECA的意见添加了对珊瑚以及跨境海域的影响评价。

#### 汉沽围填海
CECA在2017年曾发现天津滨海新区汉沽段海岸带中段有未经工程论证的围海施工，撰写以及发布关于汉沽围填海的相关调查与分析，并立即得到国家海洋局海域执法部门的确认对违法围海工程调查的反馈。最终于8月17日，当地执法部门对施工现场及相关人员行使了管理权和执法权，按照刑事案件处理，并展开相关调查。   

### 守护生态红线

#### 基本生态控制线占用统计
深圳市基本生态控制线设立于2005年，更新于2013年。据CECA统计，深圳市1952.8平方公里的陆地中，基本生态控制线内占了974平方公里土地（截至2015年底），但生态线屡屡被占用和调整，能有效起到作用的生态线内区域远不足974平方公里。在2005年生态线范围划定后，深圳市于2011年与2013年对生态线范围进行了大规模调整。除此之外，每年都有零散的生态线地块调整，其中2012年就有5个地块被调整出生态线范围。2009-2017年间有910宗涉及基本生态控制线项目，占用面积累积达5525公顷；其中市政公用设施41%，交通设施29%，其他设施23%，公园6%。新增的涉及线内项目数虽有个别年份较少，但基本呈逐年增大的态势。被占用生态线面积累积达5525公顷，占生态线总面积的5.7%。

#### 天津西青区污水处理厂
天津西青区污水处理厂迁建项目的拟建厂址与天津市三个永久性自然保护生态区域红线区直接相关。CECA提出该项目环评文件中关于湿地和鸟类的影响分析和评估缺失，以及接受污水处理厂河流的环境容纳量不足；后发现该项目有未批先建的违法情况。目前该项目仍处于立项审批阶段。    

### 政策倡导

#### 建设项目管理名录调整
2014年，国家环保部就新版《建设项目环境影响评价分类管理名录》发出征求意见稿。CECA于征求意见期间致信环保部，提出多项建议。最终正式校订完毕的新版《建设项目环境影响评价分类管理名录》采纳了多项CECA的建议，包括对具争议、较大环境影响的的项目类别环评要求不降级、不放松。